# Décimo Valerio Asiático Saturnino
Marco Lolio Paulino Décimo Valerio Asiático Saturnino  (c. 69-c. 134) fue un senador romano, que desarrollo su carrera entre finales del siglo I y principios del siglo II, bajo Domiciano, Nerva, Trajano y Adriano. Fue nombrado cónsul sufecto en 94 y cónsul ordinario en 125.

## Orígenes y familia
Saturnino era de ascendencia alóbroge y romana, hijo de Décimo Valerio Asiático y de su esposa Vitelia, hija del emperador Vitelio y Galeria Fundana. Su padre sirvió como legado en la Galia Bélgica y más tarde fue gobernador de la provincia bajo de Nerón. Mediante el hábil uso del patrocinio imperial y su fortuna personal, Décimo Valerio Asiático (padre) se convirtió en un hombre muy poderoso de su época, hasta llegar a ser cónsul sufecto en el año 70 bajo el reinado de Vespasiano.
La familia de su padre era originaria de Vienne, en la Galia Narbonense. Entre sus miembros se encontraba su abuelo, el senador y cónsul Décimo Valerio Asiático, quien estaba casado con Lolia Saturnina, hermana mayor de Lolia Paulina, emperatriz y tercera esposa de Calígula, y estaban relacionados familiarmente con las gens Valeria y la gens Lolia.
Aunque los Lolios Paulinos eran parientes de su abuela paterna, Olli Salomies argumenta que su presencia de su nombre se debe a una adopción testamentaria. «El padre adoptivo puede, por supuesto, haber sido un pariente de su abuela, ya que [...] los niños adoptados y los padres a menudo eran parientes cercanos».
Saturnino se casó con Valeria Catula Mesalina, quien provenía de una familia de rango consular,  y con la que tuvo un hijo llamado Décimo Valerio Tauro Catulo Mesalino Asiático.
Cuando Vespasiano se convirtió en emperador después del año de los cuatro emperadores, en 69, Asiático (padre) fue uno de los cónsules asignados al año 70, y murió poco después de ejercer el cargo. A finales de la década de los 70, Vespasiano concertó un nuevo matrimonio para Vitelia, un prometido cuyo nombre no se conservó. Este segundo matrimonio fue un éxito y el propio Vespasiano se hizo cargo de la dote y el vestido de la novia. A pesar de haber nacido en Vienne, Valerio Saturnino (hijo) se crio en Roma, pero casi nada más que eso se sabe de sus primeros años.

## Carrera política
Una inscripción de Tivoli proporciona detalles de parte de su cursus honorum. Saturnino comenzó su carrera bajo Domiciano, como uno de los tresviri monetalis, el más prestigioso de los cuatro cargos del vigintivirato, cuyo nombramiento, generalmente, se asignaba a patricios o individuos favorecidos por el emperador. Los siguientes honores enumerados en la inscripción son la pertenencia al colegio de los Salios Colinos y su elección como uno de los pontífices, lo que aparentemente sucedió cuando tenía veinte años. Luego, a la edad de 25 años, ocupó el cargo de cuestor, siendo seleccionado como uno de los dos asignados para servir directamente al emperador, cuyos deberes incluían leer sus discursos al Senado. La inscripción se interrumpe donde menciona su nombramiento como pretor, que solía ocurrir a los 30 años.
Podemos proporcionar detalles de la última parte de su carrera de otras fuentes. Una de estas afirma de que Saturnino sirvió como cónsul sufecto para el nundinium de mayo - agosto de 94. Otro informa que Saturnino fue gobernador proconsular de Asia durante el período 108/109. Werner Eck informa que una inscripción no publicada de África indica que fue gobernador de Hispania Tarraconensis en algún momento durante el reinado de Adriano. Entre los años 124 a 134, fue Praefectus urbi en Roma. En 125, ocupó las fasces nuevamente, esta vez como cónsul ordinario. Durante su carrera política en la primera mitad del siglo II, fue amigo de los emperadores Trajano y Adriano y por lo tanto favorecido por estos dos césares.